# Clarksburg (Wirginia Zachodnia)
Clarksburg – miasto w stanie Wirginia Zachodnia. Zajmuje powierzchnię 24,7 km² z czego całość stanowi ląd. Liczba ludności w 2000 roku wynosiła 16 465.
Miasto zostało założone w 1785. Nazwano je na cześć generała George'a Rogersa Clarka. W 1824 urodził się w nim Thomas Jackson.

## Klimat
Miasto leży w strefie klimatu subtropikalnego, umiarkowanego, łagodnego bez pory suchej i z gorącym latem, należącego według klasyfikacji Köppena do strefy Cfa. Średnia temperatura roczna wynosi 11,5°C, a opady 1193,8 mm (ze średnimi opadami śniegu wynoszącymi 71,4 mm). Średnia temperatura najcieplejszego miesiąca - lipca wynosi 22,5°C, natomiast najzimniejszego -0,6°C. Najwyższa zanotowana temperatura wyniosła 38,9°C, natomiast najniższa - 26,1°C. Miesiącem o najwyższych opadach jest lipiec o średnich opadach wynoszących 144,8 mm, natomiast najniższe opady są w lutym i wynoszą średnio 78,1.

## Demografia
16743 mieszkańców, 7747 gospodarstw domowych i 4378 rodzin (dane z 2000 roku). Na 100 kobiet powyżej 18 roku życia przypada 86,2 mężczyzn. Średni dochód gospodarstwa domowego w mieście wyniósł 27 722 USD a na całą rodzinę 35 075 USD.
Skład etniczny
- Biali 93,86%,
- Afroamerykanie 3,83%,
- Rdzenni amerykanie 0,13%,
- Azjaci 0,36%
- inni 1,81%

Grupy wiekowe:
- 0–18 lat: 21,1%
- 18–24 lat: 8,3%
- 25–44 lat: 27,3%
- 45–64 lat:  22,7%
- 65 i więcej lat: 20,7%